# Georg Schweigger

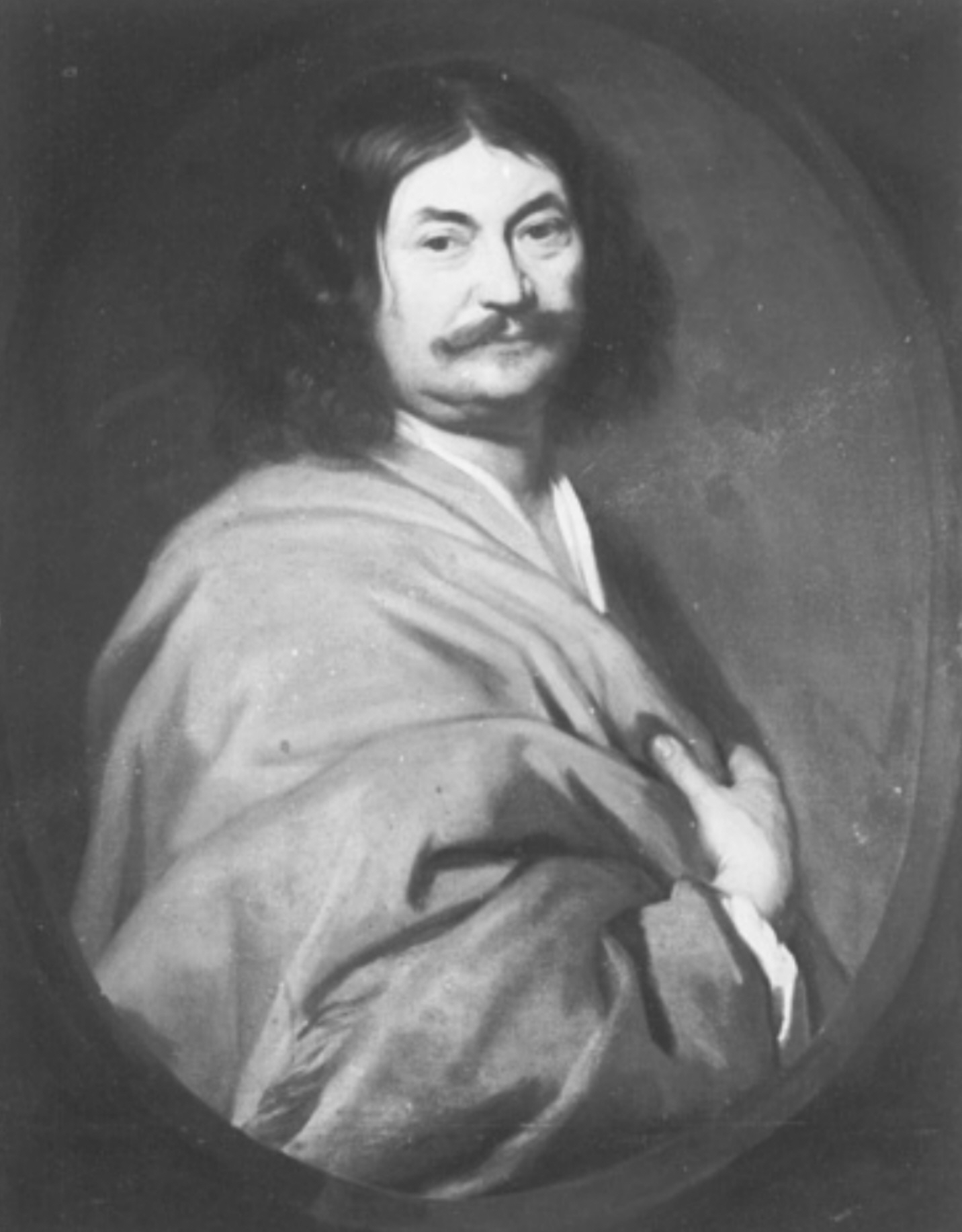
Georg Schweigger, porträtiert von Godfrey Kneller

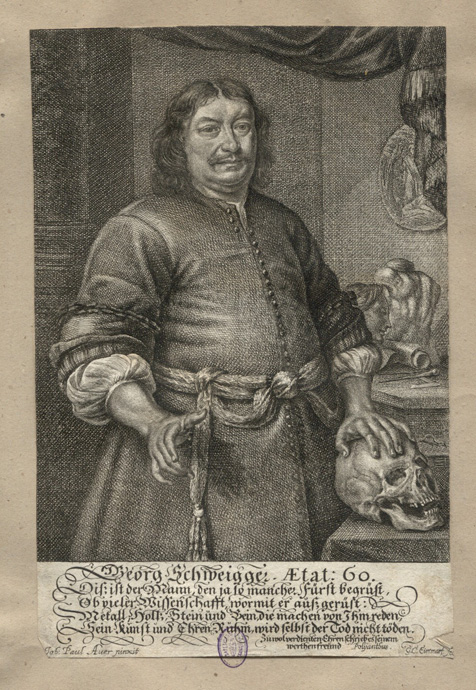
Georg Schweigger, Stich von Georg Christoph Eimmart

Georg Schweigger (* 6. April 1613 in Nürnberg; † 13. Juni 1690 ebenda), Sohn von Emanuel Schweigger und Enkel von Salomon Schweigger, war ein deutscher Bildhauer, Skulpteur und Medailleur des Barock, der insbesondere für seine kleinformatigen Werke aus Solnhofener Stein, geschnitztem Holz und gegossenem Metall bekannt war. Schweiggers einzige Großplastik war der seit 1797 in Petersburg stehende Nürnberger Neptunbrunnen, den er in Ko-Urheberschaft mit Christoph Ritter schuf.

## Leben und Bedeutung für die Entwicklung des Barocks

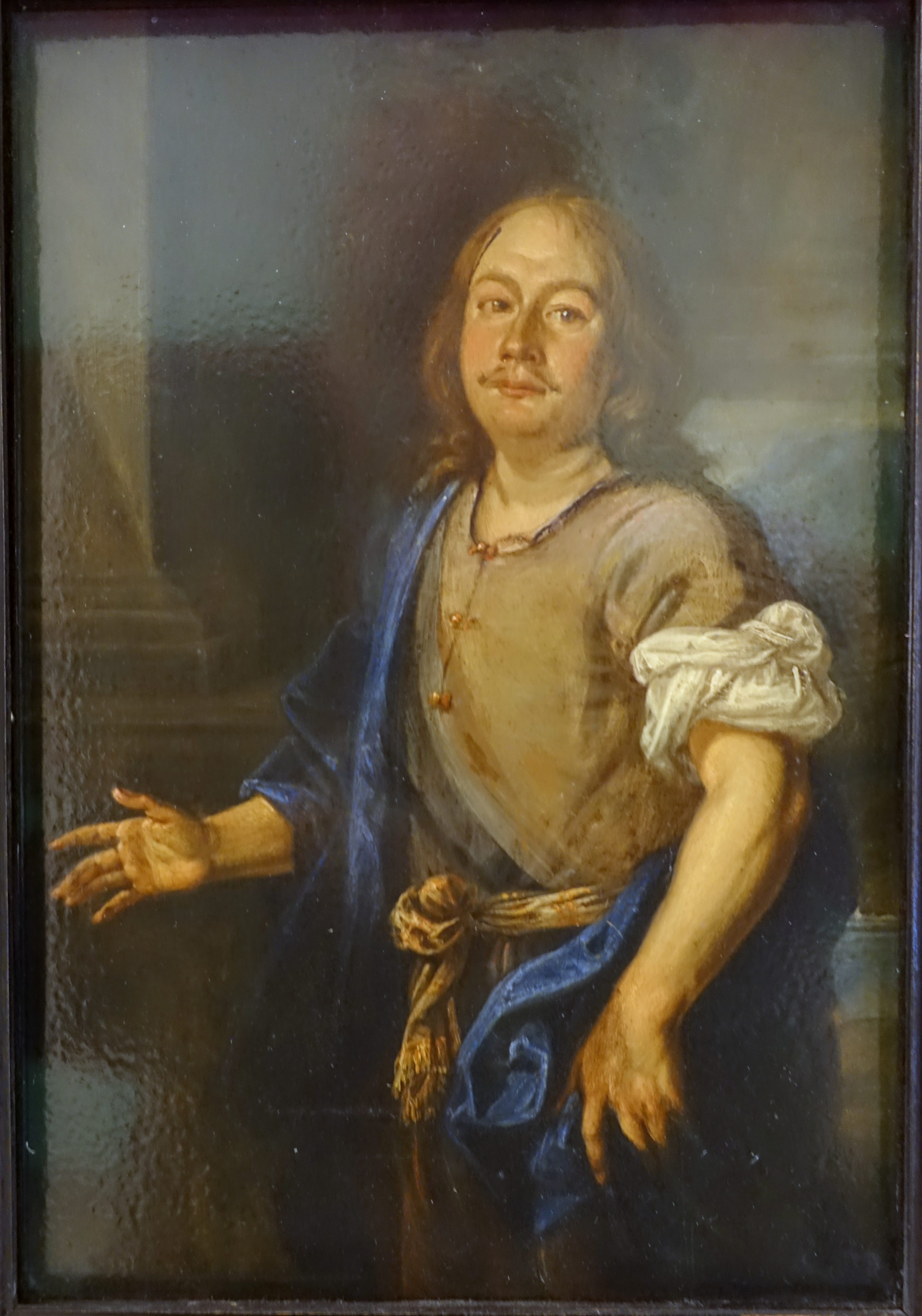
Georg Schweigger, porträtiert von Johann Paul Auer, 1668 – Stadtmuseum Fembohaus

Schweiggers Schaffen muss als für seine Zeit sehr innovativ und eigenständig eingestuft werden. Sein Thema ist die Bewegung. Sie zeigt sich durchgängig in seinen Bildwerken, insbesondere in der Figurengruppe des Neptunbrunnens. Seine Figuren sind niemals statisch oder ruhend, sondern immer dynamisch, wie zufällig im Moment einer Bewegung festgehalten. Dabei werden Figurengruppen geradezu dramatisch und teils in extremer Bewegung inszeniert. Er selbst sprach davon, seine Figuren seien alle nach dem Leben gebildet. Schweigger arbeitete seine Bildwerke tatsächlich nach dem Vorbild lebender Modelle. "Einer schönen und langen" (Anm. schlanken) "Jungfrau habe Schweigger ‘20 Reichsthaler bezahlet, ihren blosen Leib zu stellen und dadurch einen großen Anlauf unterschiedlichster Weibspersonen nach und nach bekommen’"
Schweigger, der auch in geschäftlichem Sinne 'erfolgreich' war arbeitete für Auftraggeber in ganz Mittel- und Nordeuropa. Er galt im Barock als ausgeprägter Vertreter des Carpe diem, also der sinnenfrohen und lebensbejahenden Seite der Barockzeit. Er verkörperte das offenbar auch selbst in seiner Lebensführung, denn Schweigger "blieb Junggeselle und war wegen seiner Leibesfülle bekannt".
In Schweiggers Werkstatt sollen auch 1670 für Kurfürst Friedrich Wilhelm von Brandenburg und 1688 für Kurfürst Johann Georg IV. von Sachsen Heerpauken aus Stahl und leichte aber schusssichere Harnische gefertigt worden sein.
Nach seinem Tod führte Jeremias Eißler die Werkstatt im Sinne seines Lehrmeisters weiter. Schweigger ist in einem bis heute erhaltenen Ehrengrab aus der Barockzeit (Nr. 540) auf dem Sankt-Johannis-Friedhof in Nürnberg beigesetzt.
Die in seiner Sammlung befindlichen Werke des in Deutschland heute – obwohl er als einer der wichtigsten Künstler und als einer der Wegbereiter des Barock in Mittel- und Nordeuropa gelten muss – weitgehend unbekannten Schweigger wertet das British Museum als "an outstanding work", weshalb er auch vielfach kopiert worden sei.

## Werke

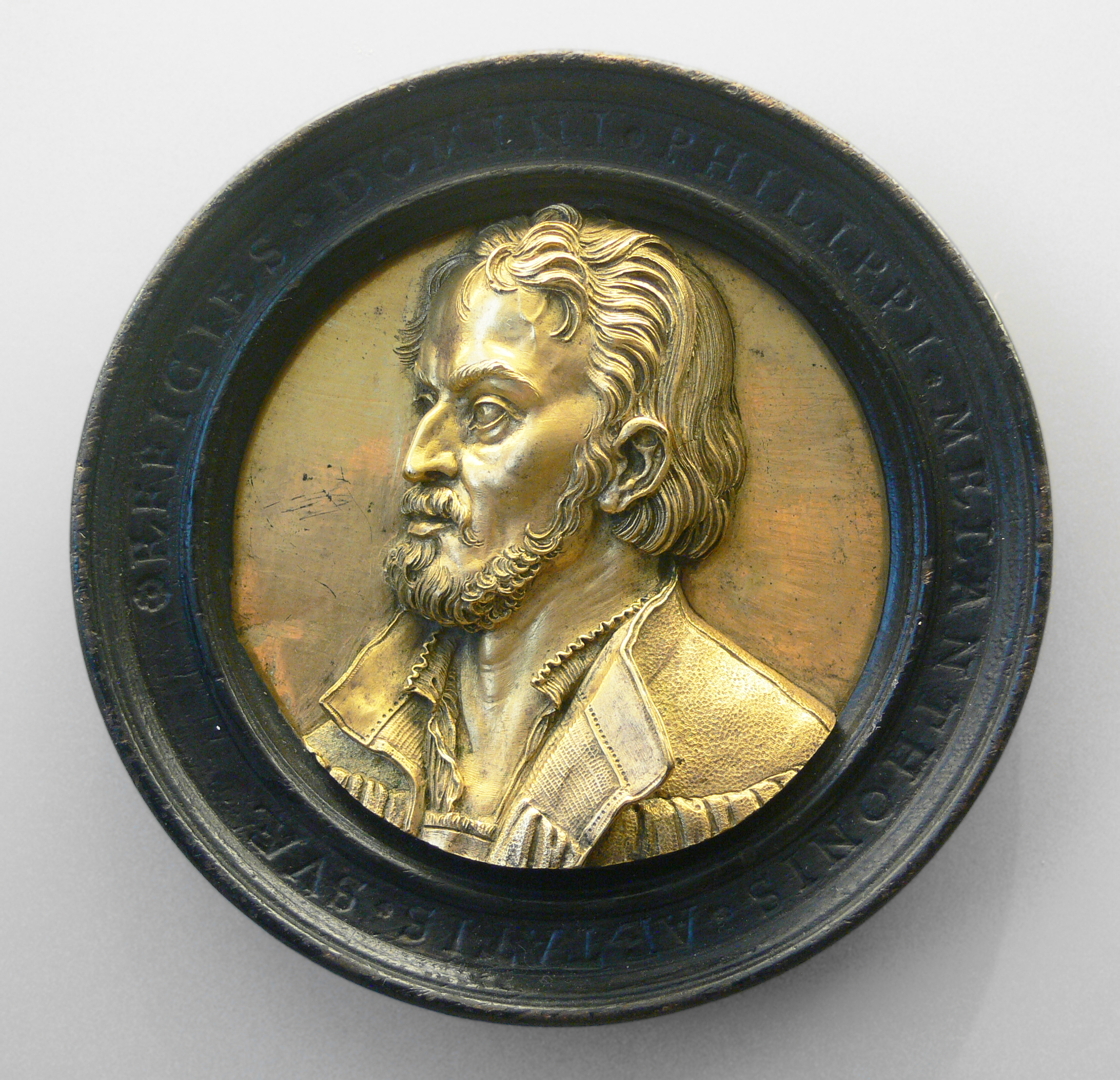
Georg Schweigger: Bildnismedaillon Philipp Melanchthon, 1638

Neptunbrunnen Kupferstich von Rößler vor 1730

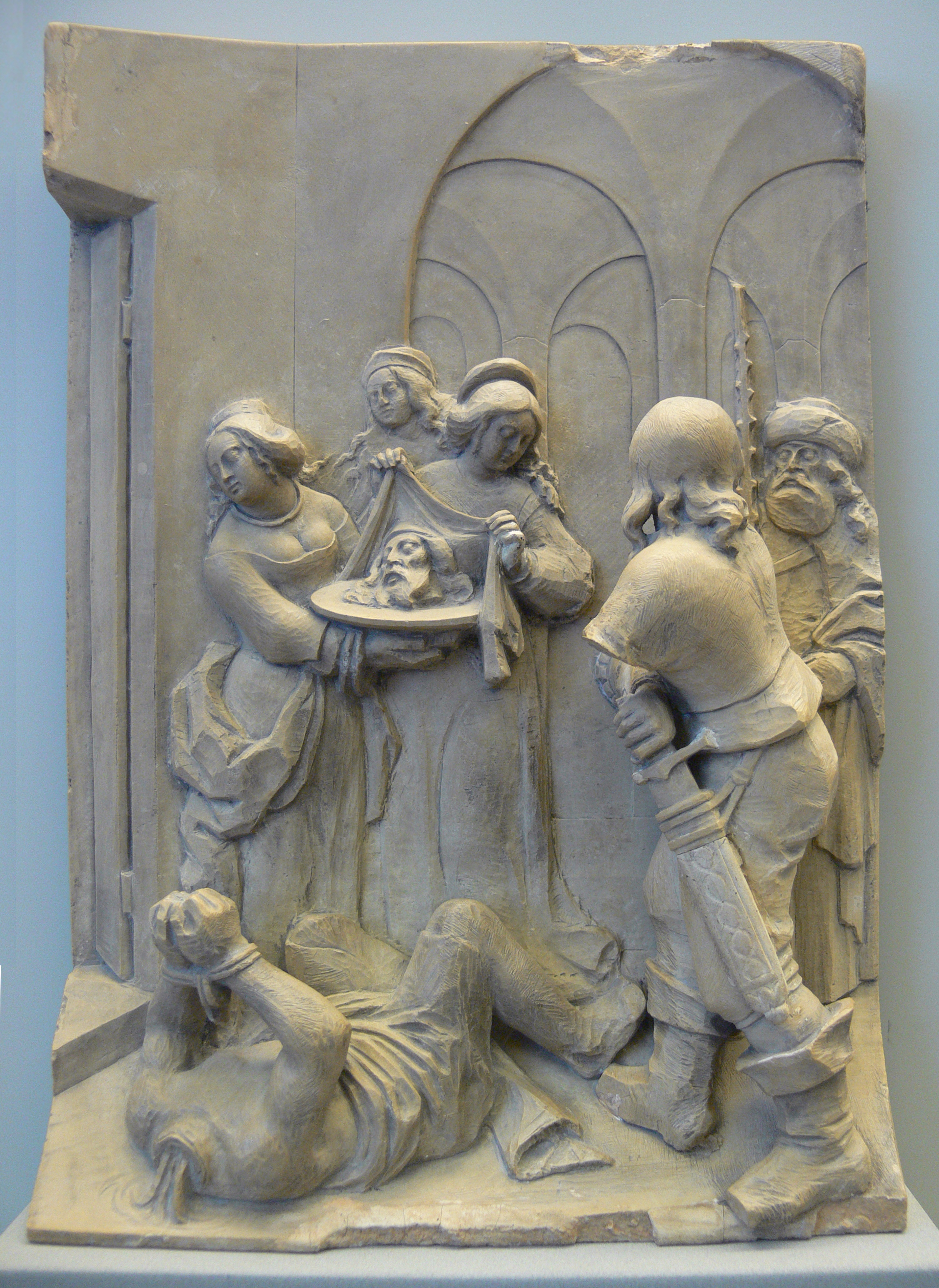
Georg Schweigger (Werkstatt): Salome empfängt das Haupt Johannes des Täufers, Solnhofener Stein, um 1648, Skulpturensammlung, Berlin

- Büste Kaiser Ferdinand III., Bronzeskulptur, Kunsthistorisches Museum
- Schwanhardt-Epitaph auf dem Johannisfriedhof in Nürnberg (1654, erhalten)
- Predigt Johannes des Täufers, Relief aus Solnhofer Stein (20 × 13,8 cm), ebenda, (British Museum, London)
- Christus am Kreuz, Holz geschnitzt (30 × 29 cm), ebenda
- Neptunbrunnen, 1652–1660, Bronze, Schloss Peterhof bei St. Petersburg (Zweitguss in Nürnberg)
- Kruzifix für die Kastorkirche zu Koblenz, 1652.
- Schwanhardt-Epitaph auf dem Johannisfriedhof in Nürnberg, Bronze, 1654.
- skulpturaler Schmuck für Ehrenpforte anlässlich des Einzugs von Kaiser Leopold in Nürnberg, 1658
- Salvator-Christus in St. Sebald, Nürnberg
- Tucher-Altar in St. Sebald, Nürnberg, Bronze, 1659